# Decálogo de la serenidad
El decálogo de la serenidad, conocido también como Solo por hoy, es una oración de san Juan XXIII, quien fuera el papa católico entre 1958 y 1963.

## El decálogo
1. Solo por hoy trataré de vivir exclusivamente al día, sin querer resolver los problemas de mi vida todos de una vez.
2. Solo por hoy tendré el máximo cuidado de mi aspecto: cortés en mis maneras, no criticaré a nadie y no pretenderé controlar o disciplinar a nadie, sino a mí mismo.
3. Solo por hoy seré feliz en la certeza de que he sido creado para la felicidad, no solo en el otro mundo, sino en este también.
4. Solo por hoy me adaptaré a las circunstancias, sin pretender que las circunstancias se adapten todas a mis deseos.
5. Solo por hoy dedicaré diez minutos a una buena lectura; recordando que, como el alimento es necesario para la vida del cuerpo, así la buena lectura es necesaria para la vida del alma.
6. Solo por hoy haré una buena acción y no lo diré a nadie.
7. Solo por hoy haré por lo menos una cosa que no deseo hacer; y si me sintiera ofendido en mis sentimientos, procuraré que nadie se entere.
8. Solo por hoy me haré un programa detallado. Quizá no lo cumpliré cabalmente, pero lo redactaré. Y me guardaré de dos calamidades: la prisa y la indecisión.
9. Solo por hoy creeré firmemente, aunque las circunstancias demuestren lo contrario, que la buena Providencia de Dios se ocupa de mí, como si nadie más existiera en el mundo.
10. Solo por hoy no tendré temores. De manera particular no me defenderé de gozar de lo que es bello y de creer en la bondad.